# Quilombismo

## Quilombismo
A palavra “quilombismo” vem do “quilombo”, o nome para as comunidades que pessoas fugindo da escravidão criou no Brasil. Lembrando que o sistema escravista desumanizou o afro-brasileiro e tentou destruir a cultura africana no Brasil, o quilombo representou um espaço onde afro-brasileiros podiam viver com liberdade e sustentar sua cultura. O quilombismo é uma filosofia politica e social, criado por Abdias Nascimento, que afirma a importância da sabedoria negro e espaços que cultiva a cultura afro-brasileira.

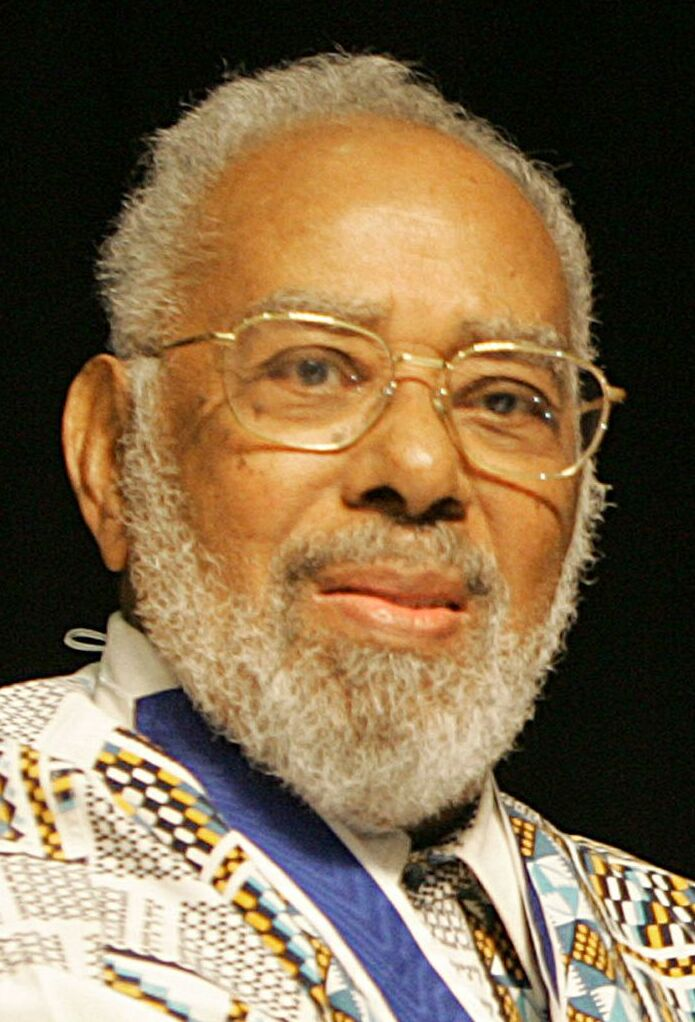
Abdias Nascimento

## A Filosofia
Abdias começou a trabalhar na filosofia na 1970s. Ele afirmou a filosofia do pan-africanismo, cuja influência pode ser vista no Quilombismo. Como pan-africanismo, o quilombismo liga o racismo estrutural atual no Brasil à história do colonialismo e da escravidão, que eram praticados no país por quase 300 anos. O quilombismo afirma que o quilombo sempre tem sido um site de resistência contra o racismo estrutural que escrevia pessoas negras e pessoas indígenas no país. Abdias imaginou que o quilombo pode ser usado como metáfora para construir espaços da resistência contra racismo estrutural contemporâneo, que centralizam a cultura africana e reúnem pessoas que expressam solidariedade com a luta contra racismo.